# Wimperfarngewächse
Die Wimperfarngewächse (Woodsiaceae) sind eine Pflanzenfamilie in der Ordnung der Tüpfelfarnartigen (Polypodiales) innerhalb der Klasse der Echten Farne (Polypodiopsida).

## Merkmale

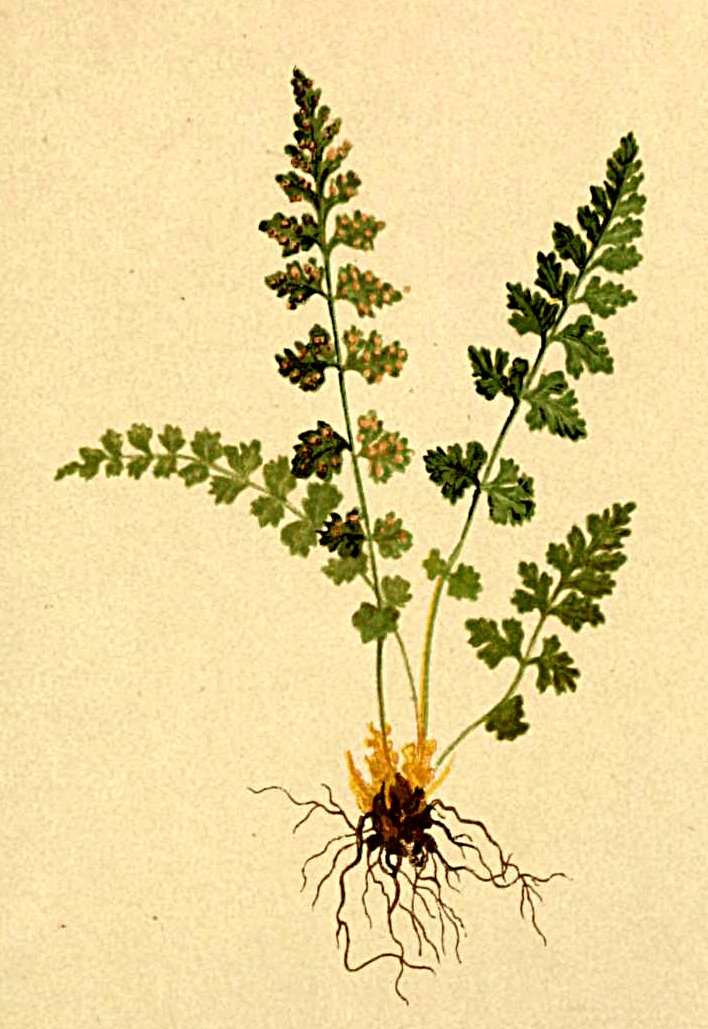
Illustration von Woodsia alpina

Die Arten der Familie Woodsiaceae wachsen als ausdauernde krautige Pflanzen. Die Arten wachsen vorwiegend auf dem Erdboden (terrestrisch). Sie besitzen kriechende, aufsteigende oder aufrechte Rhizome, an deren Spitze Schuppen sitzen. Die Blattstiele haben zwei Leitbündel, die länglich oder halbmondförmig und einander zugewandt sind. Gegen das distale Ende des Blattstieles hin vereinigen sich die beiden Leitbündel zu einem einzigen rinnenförmigen. Die Blattspreiten sind einheitlich (monomorph), selten gibt es zwei Formen (dimorph). Die Blattadern sind fiedrig oder gabelig, meist frei, selten durch Anastomosen verbunden.
Die Sori stehen abaxial (an der Blattunterseite) und sind rund, J-förmig oder linear. Das Indusium ist nierenförmig, linear, kann aber auch fehlen. Die Sporen sind nierenförmig, monolet (eine Narbe). Das Perispor (äußerste, nachträglich aufgelagerte Schicht der Sporenwand) ist geflügelt, gerippt oder stachelig.

## Systematik und Verbreitung

### Taxonomie
Die Familie Woodsiaceae wurde im Juni 1949 durch Wilhelm Franz Herter in Revista Sudamericana de Botánica, Band 9, Seite 14 aufgestellt. Typusgattung ist Woodsia R.Br.

### Botanische Geschichte
Der Umfang der Familie ist je nach Autor unterschiedlich. Im Umfang von 2006 konnte die Familie auch paraphyletisch im Hinblick auf die Aspleniaceae, auf die Blechnaceae + Onocleaceae, und die Thelypteridaceae sein. Weder diese mögliche Paraphylie noch eine Monophylie der Familie waren 2006 genügend abgesichert.
Im Umfang von Smith et al. 2006 umfasste die Familie 15 bis 16 Gattungen mit etwa 700 Arten, von denen 85 Prozent zu den beiden Gattungen Athyrium und Diplazium zählen. Die Familie Woodsiaceae s. l. hat im alten Umfang von 2006 15 bis 16 Gattungen enthalten. Anderen Familien werden seit 2011 Acystopteris Nakai, Anisocampium C.Presl (Syn.: Kuniwatsukia Pichi Sermolli, Microchlaena Ching non Wight & Arnott), Frauenfarne (Athyrium Roth), Cornopteris Nakai (Syn.: Neoathyrium Ching & Z.R.Wang), Blasenfarne (Cystopteris Bernh.), Deparia Hook. & Grev. (Syn.: Athyriopsis Ching, Dictyodroma Ching, Dryoathyrium Ching, Lunathyrium Koidzumi, Parathyrium Holttum, Triblemma Ching), Diplaziopsis C.Chr., Diplazium Sw. (Syn.: Allantodia R.Br., Anisogonium C.Presl, Callipteris Bory, Monomelangium Hayata), Eichenfarne (Gymnocarpium Newman, Syn. Currania Copel.), Hemidictyum C.Presl, Homalosorus Small ex Pic.Serm., Pseudocystopteris Ching, Rhachidosorus Ching zugeordnet. Diese Gattungen werden in die Familien Athyriaceae (etwa fünf Gattungen), Cystopteridaceae (sie wurde 2001 aufgestellt und enthält etwa vier Gattungen), Diplaziopsidaceae (sie wurde 2011 aufgestellt und enthält etwa drei Gattungen) und Rachidosoraceae (sie wurde 2011 aufgestellt und enthält nur eine Gattung) gestellt.

### Akzeptierte Systematik
Die meisten der etwa 43 Arten der Familie Woodsiaceae s. str. sind auf der Nordhalbkugel in gemäßigten bis kalten Gebieten weitverbreitet. Wenige Arten kommen von Zentral- bis Südamerika, in Afrika (nur in Angola sowie Südafrika) und in Madagaskar vor. In China kommen drei Gattungen mit etwa 24 Arten vor, neun davon nur dort.
Seit Christenhusz et al. 2011 hat die Familie Woodsiaceae einen kleineren Umfang, dem folgt auch die Flora von China 2013. Die Arten der drei verbleibenden Gattungen sind so nah verwandt, dass es sein kann, dass alle in die Gattung Woodsia s. l. gestellt werden.
Die Familie Woodsiaceae enthält seit 2011 nur noch drei oder vier Gattungen mit etwa 43 Arten: Nach Lu et al. in Taxon 68, (2020) sind es nur noch zwei Gattungen: Woodsia und Physematium.
- Cheilanthopsis Hieron.: Die nur drei Arten sind im Himalaja in Indien, Bhutan, Nepal, Myanmar sowie China verbreitet. Alle drei Arten kommen in China vor, eine davon nur dort.[3] Sie werden heute auch in die Gattung Physematium gestellt.
- Physematium Kaulf.: Sie umfasst etwa 20 Arten. Physematium gliedert sich dann in die Untergattungen[5]:
  - Subgen. Cheilanthopsis (Hieron.) Li Bing Zhang, N.T.Lu & X.F.Gao: Arten aus Asien
  - Subgen. Physematium: Arten aus Afrika und Madagaskar
  - Subgen. Woodsiopsis (Shmakov) Li Bing Zhang, N.T.Lu & X.F.Gao: Arten aus Nordamerika.[5]

- Protowoodsia Ching: Sie enthält nur eine Art:[3]
  - Protowoodsia manchuriensis (Hook.) Ching: Sie kommt in China, Korea, Japan, Korea und Russland vor.[3] Sie wird heute als Physematium manchuriense (Hook.) Nakai in die Gattung Physematium Kaulf. gestellt.[5]
- Wimperfarne (Woodsia R.Br., Syn.: Hymenocystis C.A.Mey.): Die etwa 38 Arten gedeihen in den gemäßigten und kühlen Gebieten der Nordhalbkugel und in den oberen Höhenstufen der Tropen in der Neuen Welt, Afrika und Madagaskar. In China kommen etwa 20 Arten vor, acht davon nur dort.[3]

## Belege